# Mauricio Moreira
Mauricio José Moreira Guarino (* 18. Juli 1995 in Salto) ist ein uruguayischer Radrennfahrer.

## Sportlicher Werdegang
Im Verlauf der Saison 2016 kam Moreira nach Europa und wurde Mitglied im Nachwuchsteam von Caja Rural-Seguros RGA. International trat Moreira erstmals in der Saison 2017 in Erscheinung, als er sein Land bei den UCI-Straßen-Weltmeisterschaften 2017 in der U23 vertrat. Zur Folgesaison wechselte er in das Elite-Team von Caja Rural-Seguros RGA, für das er zwei Jahre fuhr. 2019 erzielte er seinen ersten Sieg auf der UCI Europe Tour, als er die erste Etappe der Boucles de la Mayenne gewann.
Nach einem Jahr beim spanischen Team Vigo – Rías Baixas wurde Moreira zur Saison 2021 Mitglied im portugiesischen UCI Continental Team Efapel, inzwischen Glassdrive-Q8-Anicolor. Beim ersten Einsatz für sein neues Team gewann er eine Etappe und die Gesamtwertung der Volta ao Alentejo 2021. Es folgten ein zweiter Etappensieg sowie Platz 2 in der Gesamtwertung bei der Portugal-Rundfahrt. In der Saison 2022 war er der dominierende Fahrer bei der Portugal-Rundfahrt: neben dem Gewinn der Gesamtwertung kam er bei sieben der elf Etappen unter die Top 3, zweimal davon als Etappensieger. 2022 entschied er die Gesamtwertung des Grande Prémio Internacional de Torres Vedras für sich.

## Erfolge
2019
- eine Etappe Boucles de la Mayenne

2021
- eine Etappe Portugal-Rundfahrt
- Gesamtwertung und eine Etappe Volta ao Alentejo

2022
- Gesamtwertung und zwei Etappen Portugal-Rundfahrt

2023
- Gesamtwertung Grande Prémio Internacional de Torres Vedras